# Después del sueño
Después del sueño es una película dramática española estrenada en 1992, escrita y dirigida por Mario Camus.
Pese a su destacado reparto, la película tuvo un pobre resultado tanto en taquilla como en valoración de la crítica.
La modelo Judit Mascó recibió en 1993 el Premio Yoga a la peor actriz, por su participación tanto en esta película como en El largo invierno, que fueron sus dos únicas apariciones en la pantalla grande.

## Sinopsis
Amós ansía conocer a su tío Antonio, exiliado en la Unión Soviética tras la Guerra Civil Española. Pero éste muere antes de que el encuentro se produzca. Amós sospecha, por las cartas que recibía su madre, que su tío poseía algo de gran valor que no aparece entre sus pertenencias y comienza a investigar. Pronto descubre que se trata de un cuadro de Picasso.

## Reparto
- Carmelo Gómez como Amós
- Antonio Valero como Blasco
- Lluís Homar como Baltasar Otal
- Eulalia Ramón como Pepita
- Judit Mascó como Salud
- José Jordá como Abelardo Roces
- Václav Vodák como	Antonio Lanza
- Carlos Hipólito como Ballesteros
- Roberto Martín como Anselmo Roces
- Helio Pedregal como Ginés Sanjuan
- Ana Belén como Ángeles
- Fiorella Faltoyano como Aurora
- Agustín González como Sempere
- Fernando Rey como	Ramiro Lanza
- Cesáreo Estébanez como Emilio
- José Antonio Correa como Hombre Hostal
- Gustavo Pérez de Ayala como Hombre Importante
- Itziar Álvarez como Carlota
- Jaime Losada como Operario
- Anabel Mateo como	Nines
- Manuel Millán como Acompañante Ginés
- Fernando Heredia como	Antúnez